# Phyllastrephus hypochloris
A Phyllastrephus hypochloris a madarak (Aves) osztályának verébalakúak (Passeriformes) rendjébe, ezen belül a bülbülfélék (Pycnonotidae) családjába tartozó faj.

## Rendszerezése
A fajt Frederick John Jackson angol ornitológus írta le 1906-ban, a Stelgidillas nembe Stelgidillas hypochloris néven.

## Előfordulása
Afrika keleti részén, Dél-Szudán, Kenya, a Kongói Demokratikus Köztársaság, Szudán, Tanzánia és Uganda területén honos. 
Természetes élőhelyei a szubtrópusi vagy trópusi síkvidéki esőerdők és cserjések, folyók és patakok környékén. Állandó, nem vonuló faj.

## Megjelenése
Testhossza 17 centiméter, testtömege 17-30 gramm.

## Életmódja
Többnyire rovarokkal táplálkozik, de gyümölcsöket is fogyaszt.

## Természetvédelmi helyzete
Az elterjedési területe elég nagy, egyedszáma pedig stabil. A Természetvédelmi Világszövetség Vörös listáján nem veszélyeztetett fajként szerepel.